# Cantó de Cajarc
El cantó de Cajarc és un cantó francès del departament de l'Òlt, situat al districte de Fijac. Té 14 municipis i el cap és Cajarc.

## Municipis
- Cadriu
- Cajarc
- Caraiac
- Frontenac
- Grialon
- Larnagòl
- La Ròca de Toirac
- Marcilhac
- Montbrun
- Puègjorda
- Sanch Èl
- Sent Joan de Laur
- Sant Pèire de Toirac
- Sant Soplèci

## Història
| Data d'elecció                           | Identitat          | Partit           | Qualitat |
| ---------------------------------------- | ------------------ | ---------------- | -------- |
| 1967-1979                                | Bernard Pons       | UNR, després RPR |          |
| 1979-2004                                | Guy Mirabel        | PRG              |          |
| 2004-                                    | Jean-Jacques Raffy | PS               |          |
| les dades anteriors no són pas conegudes |                    |                  |          |
|                                          |                    |                  |          |

## Demografia
| 1962  | 1968  | 1975  | 1982  | 1990  | 1999  | 2006  |
| ----- | ----- | ----- | ----- | ----- | ----- | ----- |
| 2.681 | 2.844 | 2.752 | 2.801 | 2.676 | 2.815 | 2.921 |